# کییو، نه کی‌یف

اوگو کمپین KyivNotKiev

کییو، نه کی‌یف (به انگلیسی: KyivNotKiev) یک کارزار و پویش آنلاین با هشتگ kyivnotkiev# است که توسط وزارت امور خارجه اوکراین (MFA) به همراه مرکز ارتباطات استراتژیک ۱۵ عضوی "StratCom Ukraine" در ۲ اکتبر ۲۰۱۸ آغاز شد.
هدف این کمپین متقاعد کردن رسانه‌ها و سازمان‌های انگلیسی زبان برای استفاده انحصاری از نام کییو برگرفته از نام زبان اوکراینی Kyiv به جای کی‌یف (برگرفته از نام زبان روسی Киев) به عنوان نام پایتخت اوکراین است. این بخشی از کمپین گسترده‌تر "CorrectUA" است و نیز بخشی از روند جهانی تغییر نام شهرها است.
این سازمان قصد دارد در سطح بین‌المللی هویت اوکراینی را مطرح کند و با ترویج استفاده انحصاری از نویسه‌گردانی به زبان اوکراینی برای نام‌های مکان اوکراینی، به حذف برداشت‌های بین‌المللی از آثار زبانی امپراتوری روسیه و اتحاد جماهیر شوروی کمک کند. این کمپین توسط وزارت دیپلماسی عمومی وزارت امور خارجه اداره اوکراین می‌شود.
آوانویسی کییو به‌طور قانونی توسط دولت اوکراین در سال ۱۹۹۵ اجباری شد و از آن زمان تلاش کرد تا کییو را به‌طور گسترده در خارج از کشور مورد استفاده قرار دهد. در سطح بین‌المللی، این نویسه‌گردانی توسط دهمین کنفرانس سازمان ملل متحد در مورد استانداردسازی نام‌های جغرافیایی در سال ۲۰۱۲ تأیید شد، اما در نهایت تأثیر چندانی نداشت. قبل از سال ۲۰۱۹، موارد کمی وجود داشت که سازمان‌ها به املای «کییو» روی آورند، زیرا بسیاری از مردم خارج از اوکراین این نیاز را نمی‌دیدند یا فکر می‌کردند که این موضوع از عمد از سوی ملی‌گرایان تحمیل شده‌است. با وقوع مداخله نظامی روسیه در اوکراین باعث شد بسیاری از رسانه‌های غربی (از جمله ویکی‌پدیا) املا را تغییر دهند.